# Phraortes curvicaudatus
Phraortes curvicaudatus är en insektsart som beskrevs av Wen-Xuan Bi 1993. Phraortes curvicaudatus ingår i släktet Phraortes och familjen Phasmatidae. Inga underarter finns listade i Catalogue of Life.